# Đường sắt Bắc Nam
Đường sắt Bắc - Nam hay đường sắt Thống Nhất là tuyến đường sắt bắt đầu từ thủ đô Hà Nội và kết thúc tại Thành phố Hồ Chí Minh. Đường sắt Bắc - Nam chạy gần song song với Quốc lộ 1, có nhiều đoạn gặp nhau, nhất là tại các tỉnh.
Tổng chiều dài toàn tuyến: 1.726 km, khổ rộng 1 m; đi qua các tỉnh và thành phố sau: Hà Nội, Ninh Bình, Thanh Hóa, Nghệ An, Hà Tĩnh, Quảng Trị, Huế, Đà Nẵng, Quảng Ngãi, Gia Lai, Đắk Lắk, Khánh Hòa, Lâm Đồng, Đồng Nai, Thành phố Hồ Chí Minh.
Cùng với tuyến đường sắt Hà Nội - Đồng Đăng, tuyến đường sắt Bắc - Nam là một phần của hệ thống tuyến đường sắt xuyên lục địa Á - Âu.

## Lịch sử

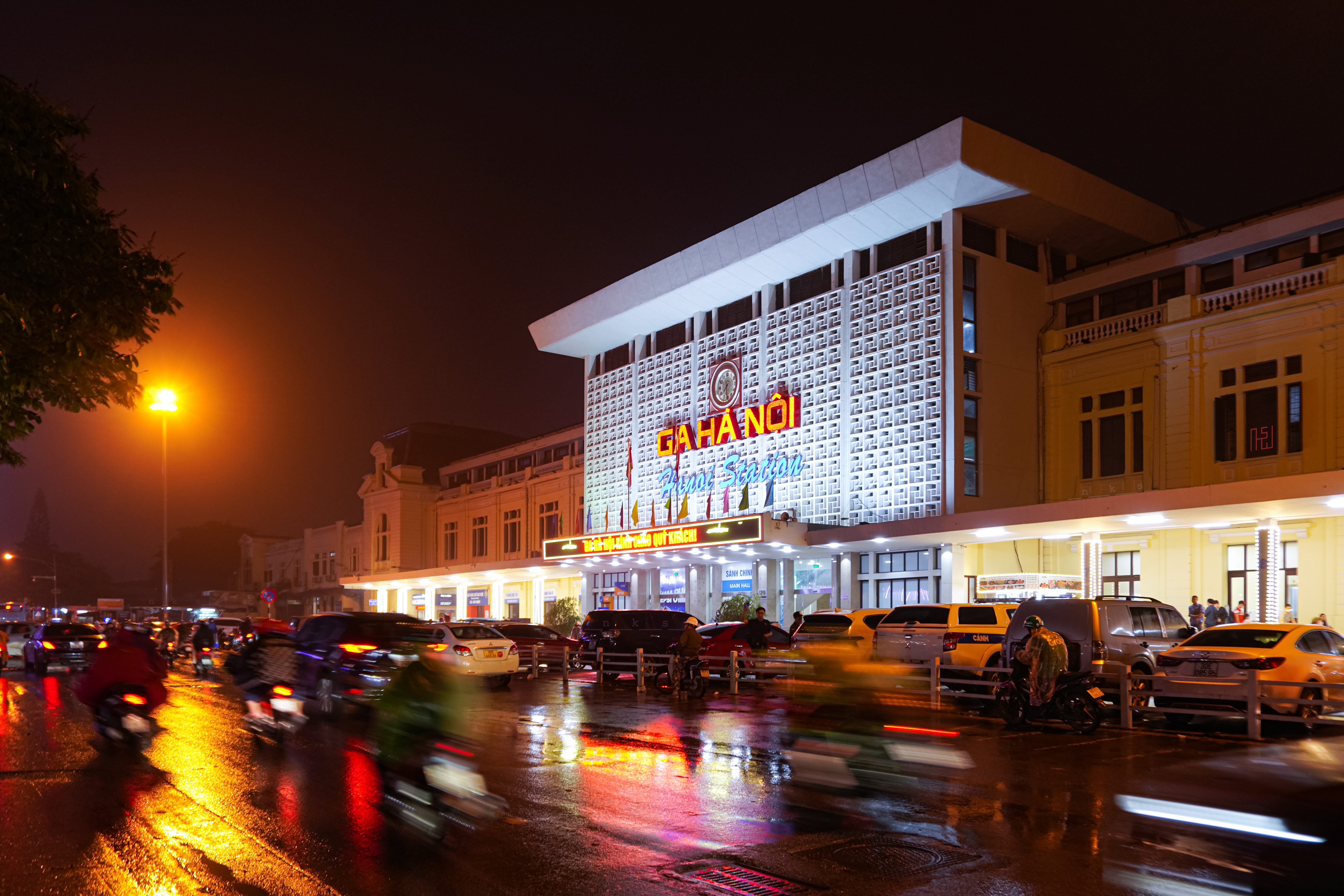
Ga Hà Nội năm 2023

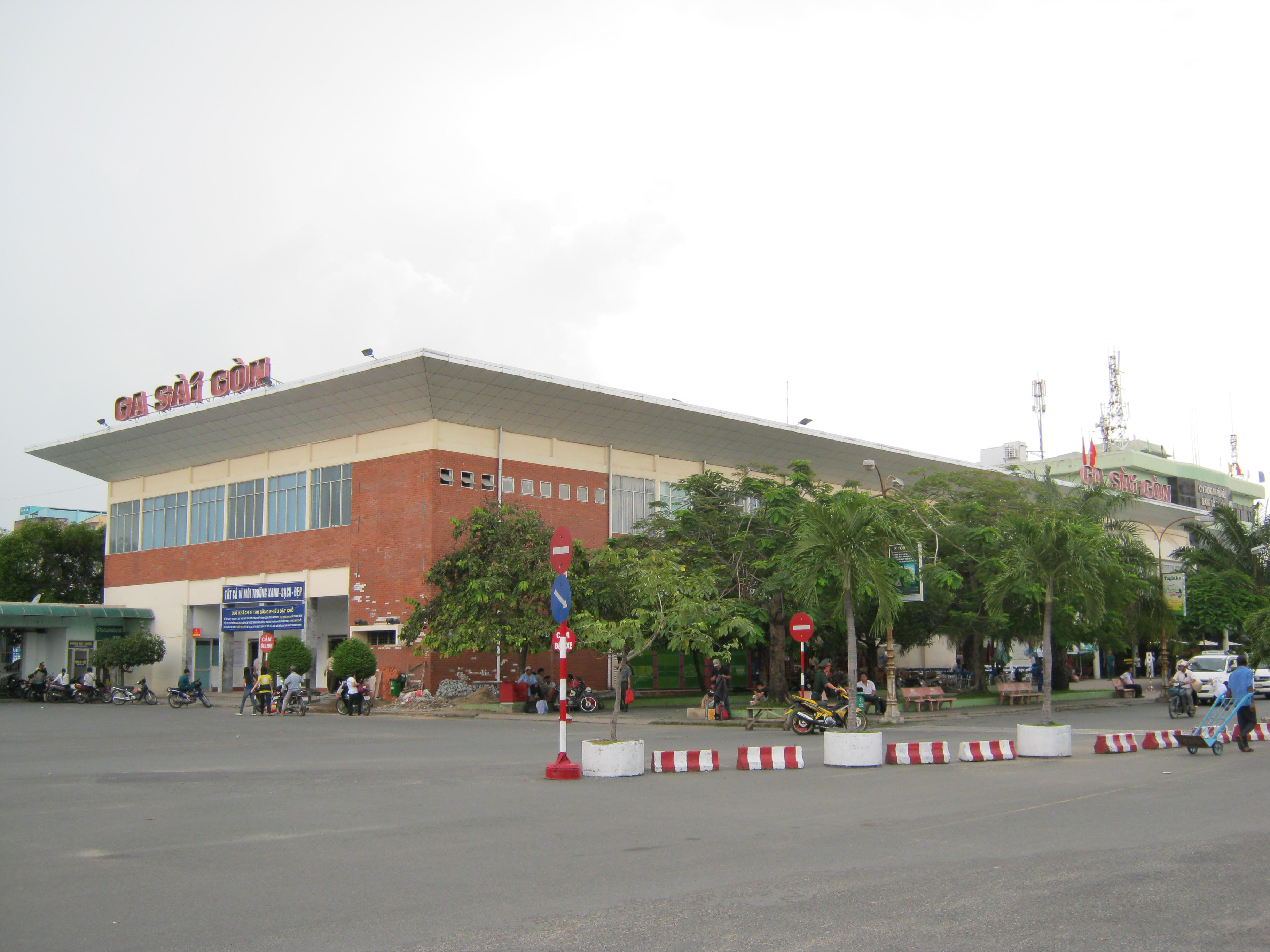
Ga Sài Gòn năm 2011

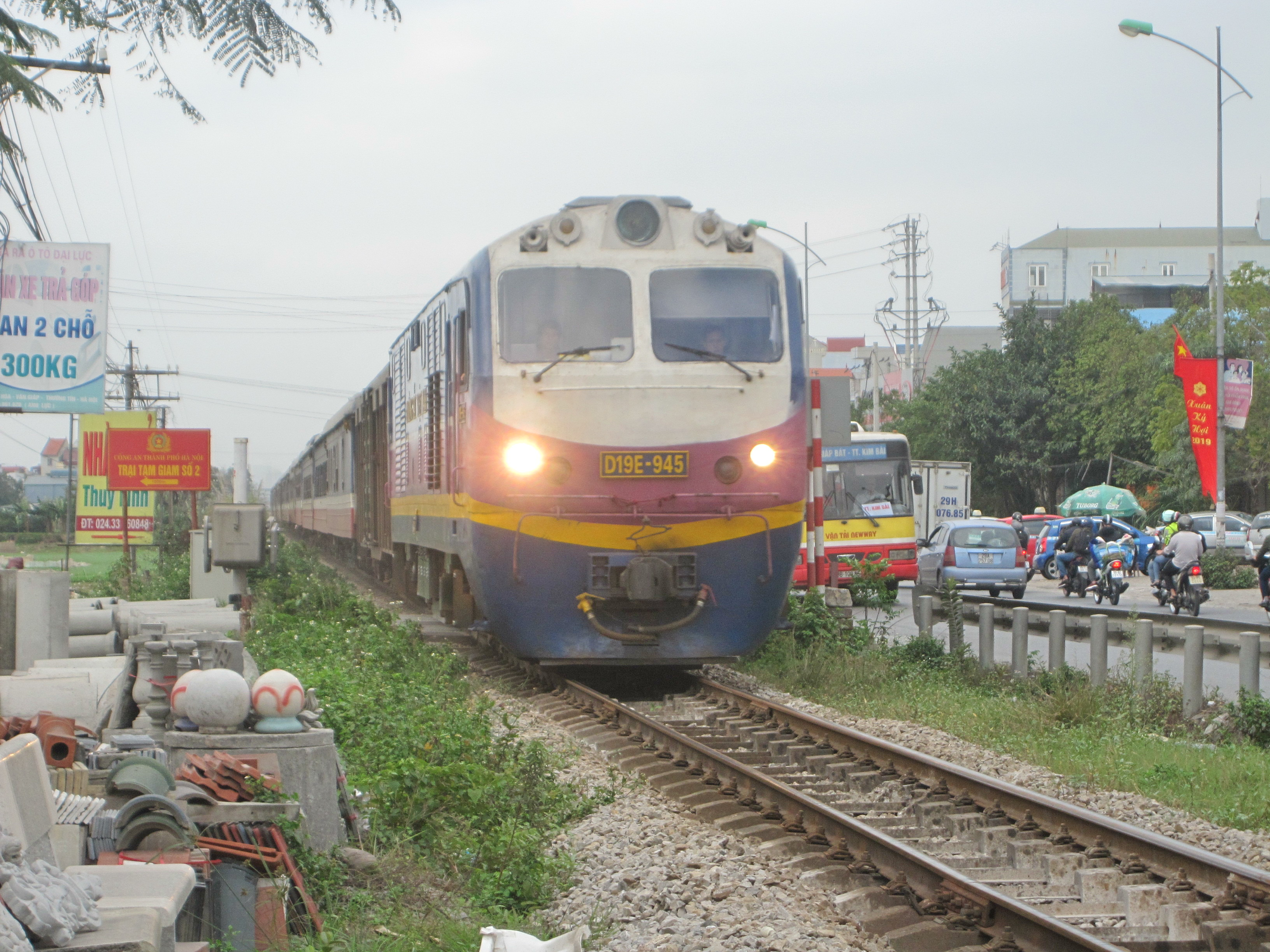
Đoàn tàu TN5 trên tuyến Bắc Nam, khu gian Văn Điển - Thường Tín

Từ năm 1881, Pháp đã bắt đầu xây dựng tuyến đường sắt tại Việt Nam. Việc xây dựng tuyến đường sắt Trans - Indochinois (Xuyên Đông Dương) hoàn thành ngày 1 tháng 10 năm 1936. Ngày hôm sau, 2 tháng 10 là ngày chính thức khánh thành tuyến đường sắt Bắc - Nam (từ Hà Nội đến Sài Gòn với chiều dài dài 1.730 km (Trước năm 1975, Ga Hòa Hưng không phải là ga cụt mà nó còn kéo dài đến Ga Sài Gòn cũ ở chợ Bến Thành, sau năm 1975 thì ga Sài Gòn dời về ga Hòa Hưng và đoạn đường sắt đi Ga ở chợ Bến Thành thì bị chôn vùi và biến thành đường Nguyễn Thượng Hiền và đường Nguyễn Phúc Nguyên hiện nay còn ga cũ thì bị biến thành công viên 23/9, còn ga Hòa Hưng thì bị chặn cụt lại nên còn 1.726 km).
Những toa xe dùng lúc bấy giờ là voitures-couchettes, có toa voiture-restaurant chạy máy lạnh. Đầu máy thường là máy Mikado.
Để làm đường sắt ở Đông Dương, thuộc địa Đông Dương đã phải vay của chính quốc Pháp 200 triệu Franc (theo thời giá khi đó) để làm đường sắt xuyên Việt (sách "Xứ Đông Dương" của toàn quyền Paul Doumer). Khoản nợ đó người Đông Dương phải trả thông qua các sắc thuế nộp cho Pháp. Như vậy, những gì người Pháp đã xây dựng ở Việt Nam thực chất không phải do họ bỏ tiền ra, mà là do chính người Việt phải chi trả.

### 1955-1975

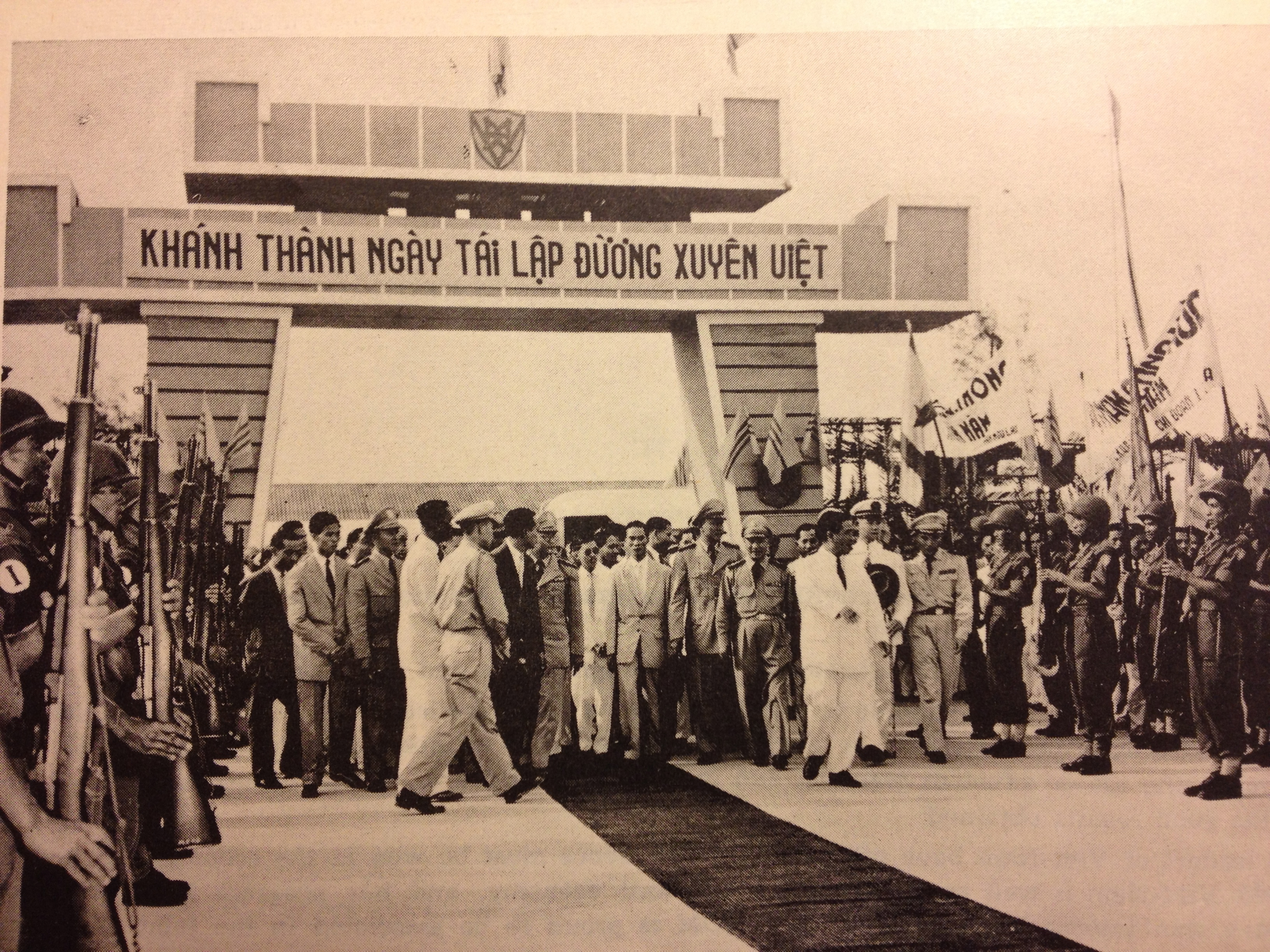
Lễ Khánh thành ngày tái lập đường xe lửa Xuyên Việt (Sài Gòn - Đông Hà) năm 1959

Sau Chiến tranh thế giới thứ 2 rồi Chiến tranh Việt - Pháp bùng nổ thì đoạn đường phía Nam vĩ tuyến 17 vào thập niên 1950, khoảng 1/3 bị hư hại nặng, không sử dụng được. Còn lại là 2 đoạn từ Đông Hà vào Đà Nẵng và từ Sài Gòn ra Ninh Hòa. Việc tái thiết kéo dài 4 năm dưới thời Đệ Nhất Cộng hòa Việt Nam cho đến năm 1959 thì xe lửa mới chạy được suốt từ Sài Gòn ra Đông Hà, lần đầu tiên sau 12 năm gián đoạn. Số liệu năm 1959 cho biết hệ thống đường sắt chuyên chở 2.658.000 lượt khách và 440.000 tấn hàng hóa. Số lượng sau đó giảm nhiều vì tình hình an ninh.
Tính đến năm 1971-1972 thời Đệ Nhị Cộng hòa Việt Nam thì tổng cộng có 1.240 km đường sắt nhưng chỉ có 57% sử dụng được. Tổng lượng hành khách và hàng hóa chuyên chở bằng đường sắt giảm nhiều so với thập niên trước nhưng cũng tăng dần:
| Năm  | Tổng lượng hàng hóa vận tải (tấn) | Số lượng hành khách (triệu) |
| ---- | --------------------------------- | --------------------------- |
| 1968 | 400.000                           | 0,73                        |
| 1969 | 530.000                           | 1,75                        |
| 1970 | 720.000                           | 2,4                         |

Sở Hỏa xa Việt Nam (tiếng Pháp: Regie des Chemins de fer du Viêt Nam) thuộc Bộ giao thông và bưu điện chính quyền Việt Nam Cộng Hòa điều hành các tuyến tàu và tiếp tục dùng đầu máy Mikado của Nhật Bản (KB87), tăng thêm máy của General Electric chạy bằng diesel.

### Sau năm 1976

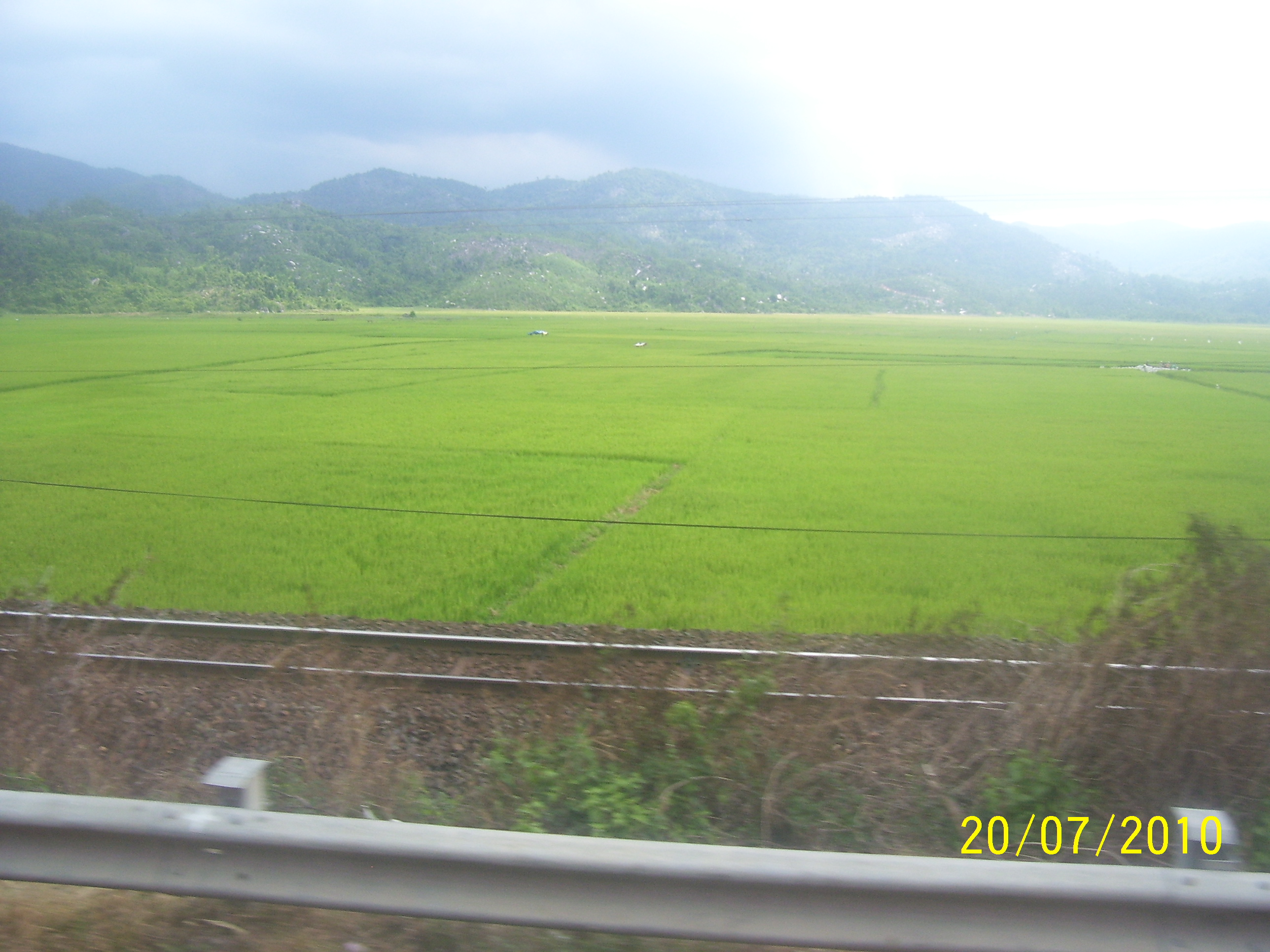
Đường sắt Bắc - Nam đoạn qua Phú Yên

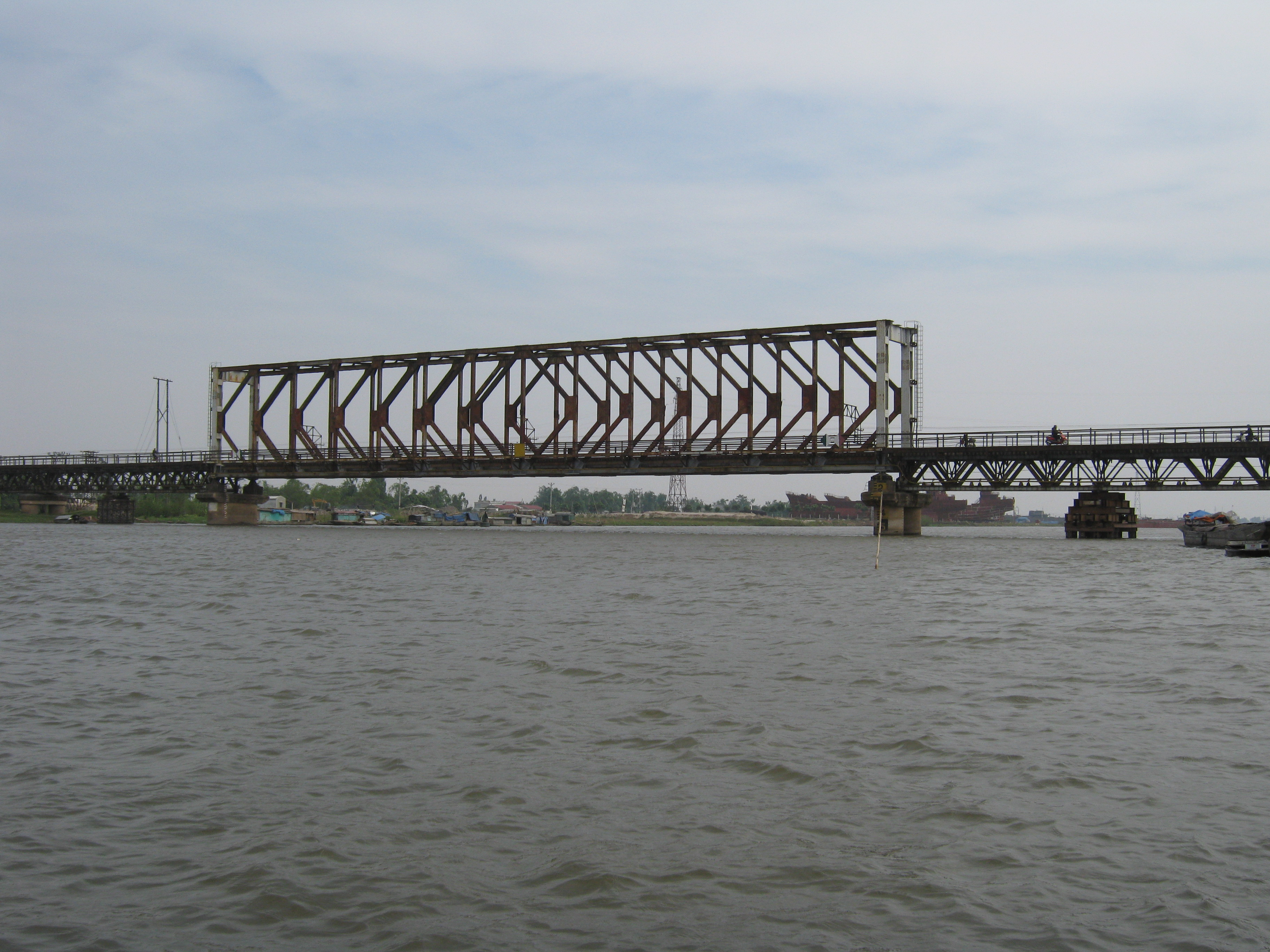
Cầu Ninh Bình bắc qua sông Đáy trên tuyến đường sắt Bắc - Nam

Ngày 31 tháng 12 năm 1976, sau hơn một năm khẩn trương thi công, khôi phục tuyến đường sắt Bắc – Nam bị phá hoại trong chiến tranh, chuyến tàu khách Thống Nhất Bắc – Nam đầu tiên được khởi hành.
Tồn tại: Hiện tuyến đường sắt có tốc độ lưu thông thấp nhất thế giới do chạy qua nhiều đô thị đông dân cư, qua nhiều đèo có khúc cua gấp, giao cắt với đường bộ nhiều, đường đơn, đặc biệt là khổ đường hẹp (1 m).
Ngày 7 tháng 1 năm 2002, Thủ tướng Chính phủ Phan Văn Khải đã phê duyệt "Quy hoạch tổng thể phát triển ngành giao thông vận tải đường sắt Việt Nam đến năm 2020".

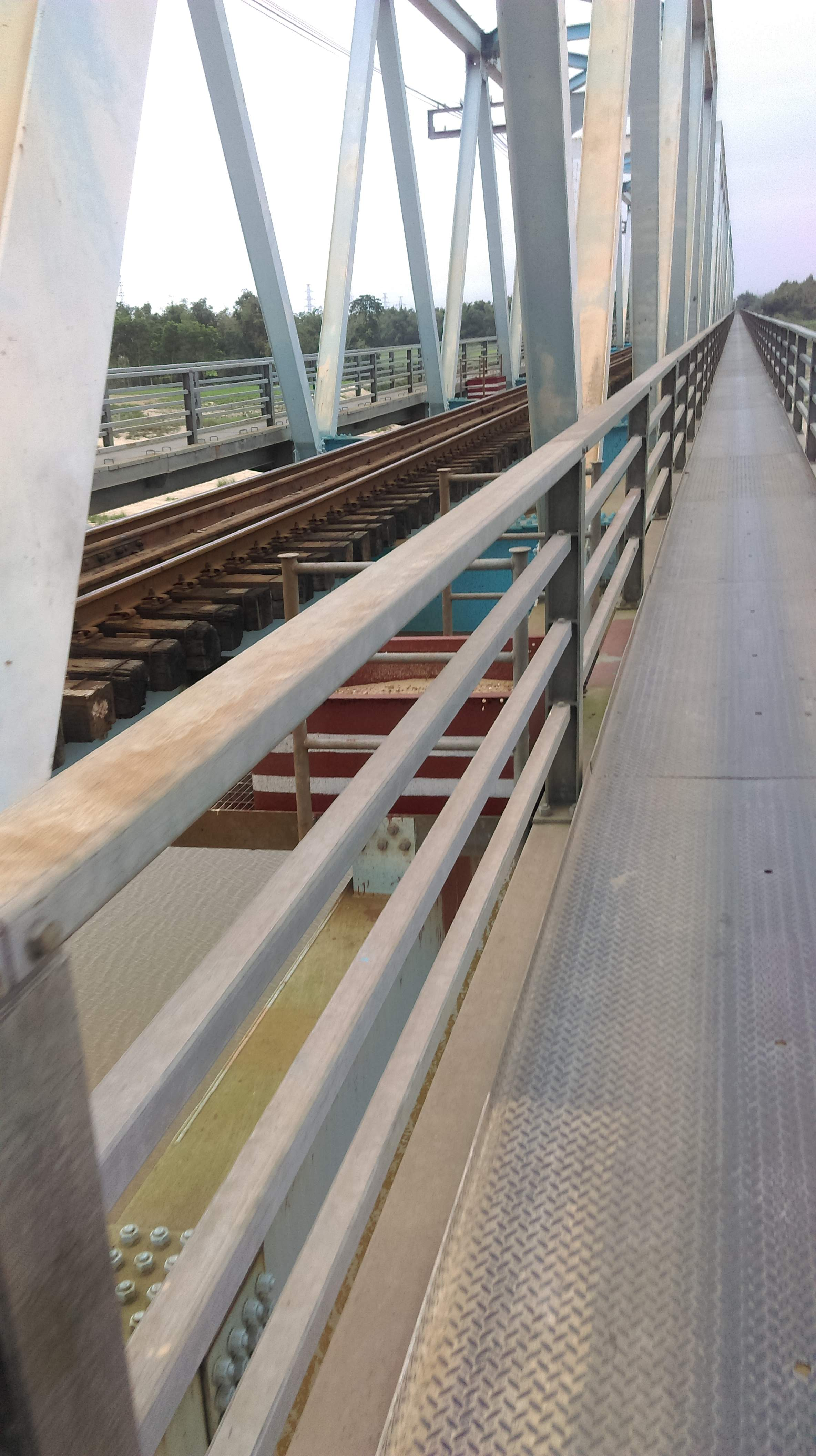
Cầu đường sắt Chiêm Sơn, Quảng Nam.

## Kế hoạch nâng cấp

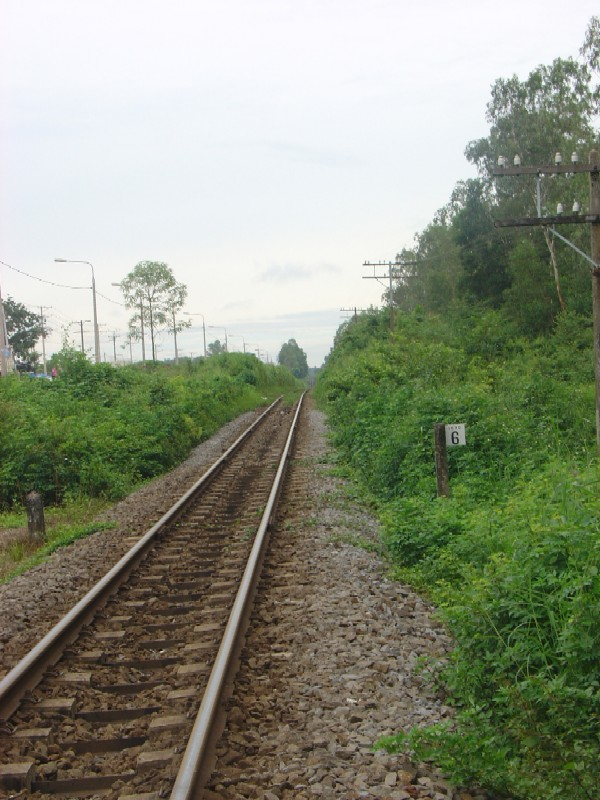
Đường sắt Việt Nam năm 2005

Nội dung và quy mô các yếu tố chính của Quy hoạch:
Giao thông vận tải đường sắt cần chiếm tỷ trọng 25% - 30% về tấn và tấn - km, 20% - 25% về hành khách và hành khách - km trong tổng khối lượng vận tải của toàn ngành giao thông vận tải đến năm 2020 có tỷ trọng vận chuyển hành khách đô thị bằng đường sắt đạt ít nhất là 20% khối lượng hành khách tại các thành phố Hà Nội và thành phố Hồ Chí Minh.
Duy trì khổ đường sắt hiện tại, gồm các khổ đường 1.000 mm, 1.435 mm và đường lồng (1.000 mm và 1.435 mm) để nâng cấp, cải tạo đạt cấp kỹ thuật. Khi xây dựng các đoạn, tuyến đường sắt mới phải phù hợp và kết nối thuận tiện với khổ đường sắt hiện có ở khu vực đó. Riêng đường sắt cao tốc Bắc - Nam xây dựng theo tiêu chuẩn khổ đường 1.435 mm.

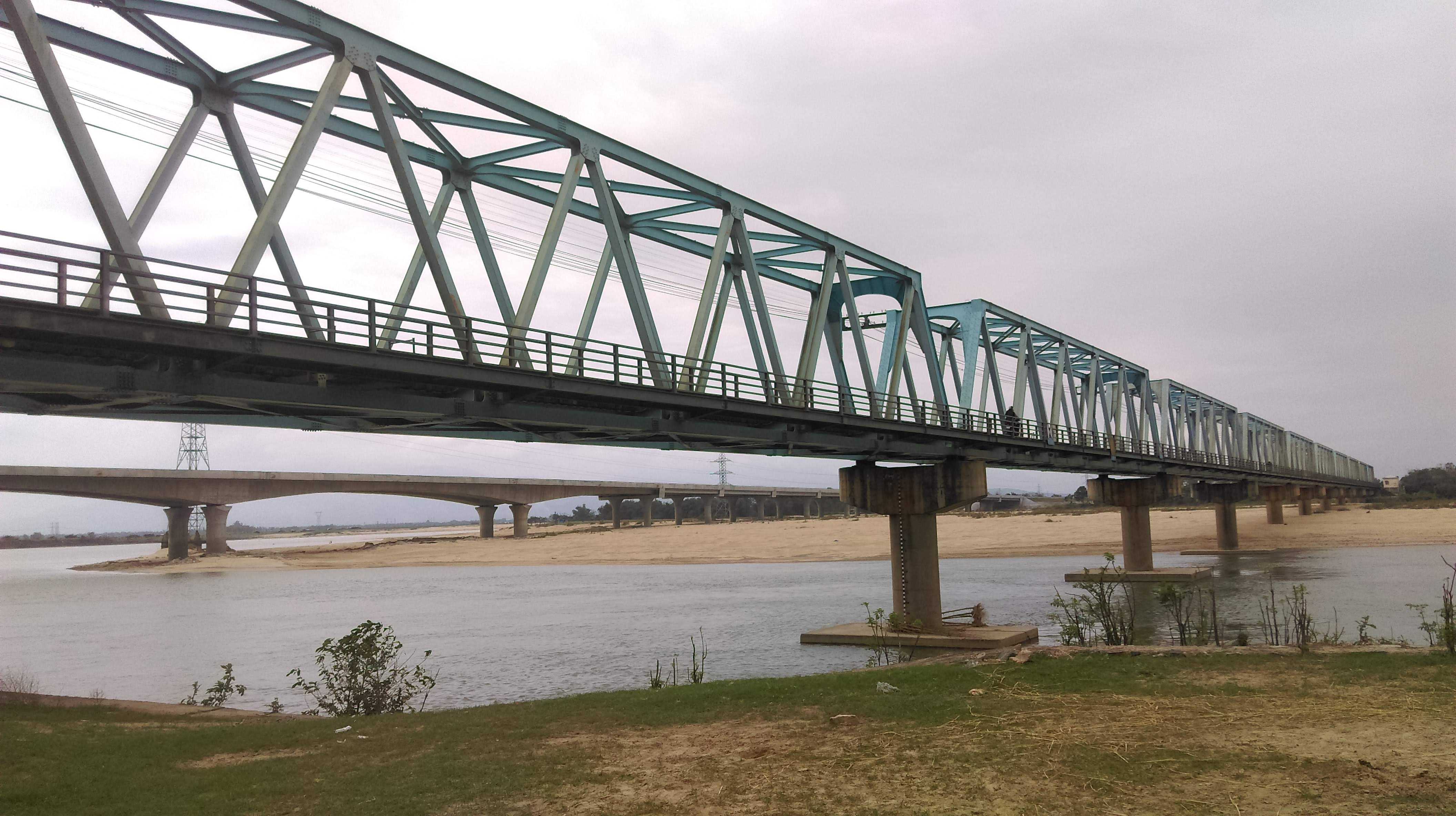
Cầu đường sắt Kỳ Lam, Điện Bàn, Quảng Nam.

Phát triển phương tiện vận tải đường sắt theo hướng đa dạng với cơ cấu hợp lý, đổi mới sức kéo và sức chở theo hướng hiện đại, giảm chi phí, hạ giá thành, chú trọng phát triển các đoàn tàu tốc độ cao, tàu tự hành, tàu chở container... áp dụng công nghệ tiên tiến trong vận tải và đóng mới phương tiện nhằm tăng tốc độ chạy tàu để đến năm 2020, tốc độ tàu hàng đạt 80 km/h và tốc độ tàu khách đạt 120 km/h trở lên.
Những tiêu chuẩn kỹ thuật chủ yếu do Bộ trưởng Bộ Giao thông vận tải quy định sau khi thống nhất với các cơ quan liên quan và phù hợp với quy định hiện hành.
Đầu tư cơ sở hạ tầng đến năm 2020:
- Giai đoạn đến 2010:
+ Nâng cấp các tuyến đường hiện có vào cấp kỹ thuật quy định và xây dựng mới một số đoạn, tuyến, các đường nhánh nối với cảng, khu công nghiệp, khu kinh tế trọng điểm trong cả nước và kết nối với các tuyến hiện tại ưu tiên nâng cao năng lực và hiện đại hóa trục Bắc - Nam, trục Đông - Tây tiến hành điện khí hóa tuyến Hà Nội - Hải Phòng để làm cơ sở phát triển sức kéo điện cho giai đoạn sau.
+ Đồng thời với việc xây dựng đường sắt đô thị ở thành phố Hà Nội và thành phố Hồ Chí Minh phải tiến hành xây dựng mới và đồng bộ các nhà ga, các cơ sở sửa chữa, vận dụng đầu máy - toa xe.
+ Làm mới hệ thống: thông tin cáp quang, tổng đài điện tử số, tín hiệu bán tự động tiến tới tự động, ghi điện khí tập trung, dừng tàu tự động, hệ thống cảnh báo đường ngang tự động... Tham gia thị trường viễn thông chung để tận dụng hết năng lực của ngành đường sắt.
+ Quy hoạch sắp xếp lại để phát triển các cơ sở sản xuất vật liệu xây dựng, phụ tùng, phụ kiện cơ khí phục vụ sửa chữa, bảo trì và làm mới cơ sở hạ tầng đường sắt.
+ Nâng cấp, làm mới để từng bước hoàn chỉnh hệ thống nhà ga hành khách, ga hàng hóa ở các khu vực trọng điểm đặc biệt lưu ý các ga hành khách tại trung tâm Thủ đô Hà Nội và Thành phố Hồ Chí Minh vừa là ga trung tâm của đường sắt vừa là đầu mối trung chuyển, kết nối các loại phương tiện vận tải, đồng thời là trung tâm dịch vụ đa năng.
- Giai đoạn đến 2020:
Hoàn thành việc nâng cấp các tuyến đường sắt để đạt cấp kỹ thuật quốc gia và khu vực, xây dựng thêm một đường để thành đường đôi và điện khí hóa các tuyến Hà Nội - Vinh, Sài Gòn - Nha Trang, tiếp tục xây dựng các tuyến đường sắt mới để tạo thành mạng lưới đường sắt đồng bộ, hoàn chỉnh đạt tiêu chuẩn hiện đại. Trên trục Bắc - Nam, ngoài tuyến đường sắt Thống Nhất hiện có cần xây dựng thêm một tuyến đường đôi riêng biệt chạy tàu khách cao tốc Bắc - Nam khổ đường 1.435 mm để giảm thời gian chạy tàu từ Hà Nội đến thành phố Hồ Chí Minh xuống dưới 10 giờ và có khả năng kết nối với đường sắt liên vận quốc tế. Tiếp tục xây dựng đường sắt vành đai, nội đô ở các thành phố Hà Nội, thành phố Hồ Chí Minh và một số thành phố lớn khác để tạo thành mạng lưới giao thông đô thị hoàn chỉnh và đồng bộ.

### Những mác tàu Khách
| Tàu       | Chặng           | Tổng thời gian |
| --------- | --------------- | -------------- |
| SE1/SE2   | Hà Nội-Sài Gòn  | 12 giờ 45 phút |
| SE3/SE4   | Hà Nội-Sài Gòn  | 13 giờ 6 phút  |
| SE5/SE6   | Hà Nội-Sài Gòn  | 14 giờ         |
| SE7/SE8   | Hà Nội-Sài Gòn  | 14 giờ 1 phút  |
| SE9/SE10  | Hà Nội-Sài Gòn  | 14 giờ 40 phút |
| SE19/SE20 | Hà Nội-Đà Nẵng  | 13 giờ 30 phút |
| SE21/SE22 | Sài Gòn-Đà Nẵng | 13 giờ 30 phút |

### Dịch vụ vận chuyển hàng hóa
|-
! Train
! From
! To
! Notes
|-
|}

## An toàn
Theo báo cáo của ngành đường sắt Việt Nam, 10 tháng đầu năm 2009 đã xảy ra 431 vụ tai nạn đường sắt, làm chết 166 người, bị thương 319 người. Hiện, có gần 6.000 đường ngang giao cắt giữa đường bộ và đường sắt, trong đó có hơn 4.500 điểm giao cắt dân sinh, nhiều điểm không có rào chắn, biển báo. Riêng 2 thành phố Hồ Chí Minh, Hà Nội có trên 4.100 điểm vi phạm với diện tích bị lấn chiếm gần 1,5 triệu m².